# La Route de l'Ouest (film)
Pour les articles homonymes, voir La Route de l'Ouest.
Pour plus de détails, voir Fiche technique et Distribution.
La Route de l'Ouest (The Way West) est un film américain réalisé par Andrew V. McLaglen, sorti en 1967.
Il s'agit de l'adaptation du roman d'Alfred Bertram Guthrie Jr. The Way West, prix Pulitzer en 1950. Kirk Douglas, Robert Mitchum et Richard Widmark y tiennent les rôles principaux.

## Synopsis
Aux États-Unis, en 1843, un groupe de colons américains quitte le Missouri pour s'installer en Oregon.

## Fiche technique
- Titre : La Route de l'Ouest
- Titre original : The Way West
- Réalisation : Andrew V. McLaglen
- Scénario : A.B. Guthrie Jr., Ben Maddow, Mitch Lindemann
- Producteurs : Harold Hecht, Mitch Lindemann
- Musique : Bronislaw Kaper
- Directeur de la photographie : William H. Clothier
- Montage : Otho S. Lovering
- Direction artistique : Ted Haworth
- Décors : Robert Priestley
- Costumes : Norma Koch
- Ingénieurs du son : Clem Portman, Jack Solomon
- Société de production : Harold Hecht Productions
- Pays :  États-Unis
- Langue : Anglais
- Format : couleur (De Luxe) — 35 mm — 2.35:1 — Son : Mono (Westrex Recording System)
- Genre : Film d'aventure, Western
- Durée : 122 minutes
- Dates de sortie :
  -  États-Unis : 24 mai 1967
  -  France : 20 septembre 1967
- Affiche : Jean Mascii (France)

## Distribution
- Kirk Douglas (VF : Roger Rudel) : Sénateur William J. Tadlock
- Robert Mitchum (VF : André Valmy) : Dick Summers
- Richard Widmark (VF : Raymond Loyer) : Lije Evans
- Lola Albright : Rebecca Evans
- Jack Elam (VF : René Arrieu) : le prêcheur Weatherby
- Mike Witney (VF : Jean-Claude Balard) : Johnnie Mack
- Sally Field (VF : Lucienne Lemaire) : Mercy McBee
- Stubby Kaye (VF : Paul Bonifas) : Sam Fairman
- Katherine Justice : Amanda Mack
- Michael McGreevey (VF : Patrick Dewaere) : Brownie Evans
- Connie Sawyer : Mme McBee
- Harry Carey Jr. : M. McBee
- Paul Lukather (VF : Jacques Richard) : M. Turley
- Eve McVeagh : Mme Masters